# Dyssomnia
Dyssomnia – zaburzenia snu, charakteryzujące się nieprawidłową ilością, jakością oraz czasem jego trwania.
Do dyssomnii zalicza się pierwotną bezsenność, pierwotną nadmierną senność, narkolepsję, zaburzenia dobowe rytmu snu i czuwania oraz zaburzenia snu związane z nocną dysfunkcją oddechową.
Zaburzenia snu występujące w trakcie jego trwania, podczas wybudzania lub zasypiania zalicza się do parasomnii.